# Mercerace

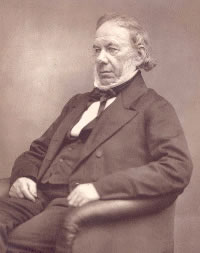
John Mercer (1791-1866) chemik a vynálezce

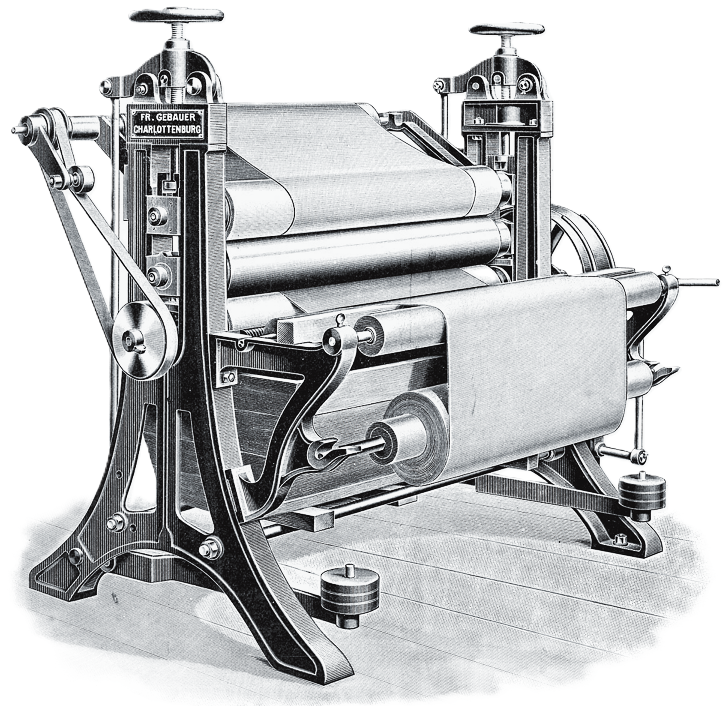
Tříválcový impregnační stroj pro merceraci tkanin (ze začátku 20. století)

Mercerace je způsob úpravy bavlněných textilií, který vyvinul Angličan John Mercer v polovině 19. století
Působením koncentrovaného louhu sodného vlákna nabobtnají, ledvinovitý průřez se změní na kruhový a délka vlákna se zmenší až o 25 %. Následkem těchto změn mají pak mercerované výrobky vyšší pevnost a afinitu k barvivům, lesk podobný hedvábí a příjemnější omak.

## Mercerace tkanin a pletenin

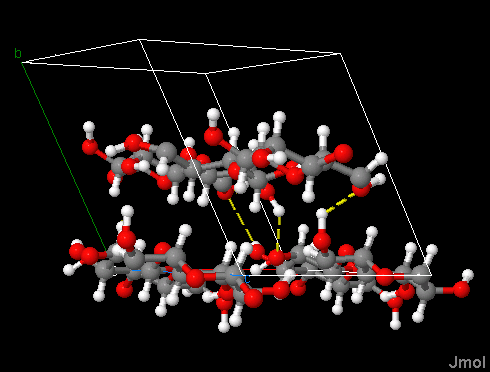
Vodíkové můstky mezi molekulami mercerované celulózy

K merceraci se používají nejčastěji výrobní linky s kombinací válcového stroje a rozpínacího rámu s provozní rychlostí 50–80 m/min. Linka má 3 hlavní díly: louhovací, stabilizační a prací (neutralizační), merceruje se většinou za mokra (metodou „mokré na mokré“). Koncentrace (hustota) louhu bývá 28 °Bé, doba louhování při horkém louhu 25–30 s (studený louh 45–50 s), spotřeba louhu 220–240 g na kg textilie.
Mercerací se zušlechťují zejména popelíny a damašky. Některé tkaniny a pleteniny se mercerují jen pro zlepšení afinity k barvivům (při nižší koncentraci a kratším působení louhu).
Celosvětovou kapacitu mercerizování naznačuje např. údaj z roku 2005, kdy bylo nově instalováno 36 strojů pro tkaniny a 1 stroj pro pleteniny.

## Mercerace přízí

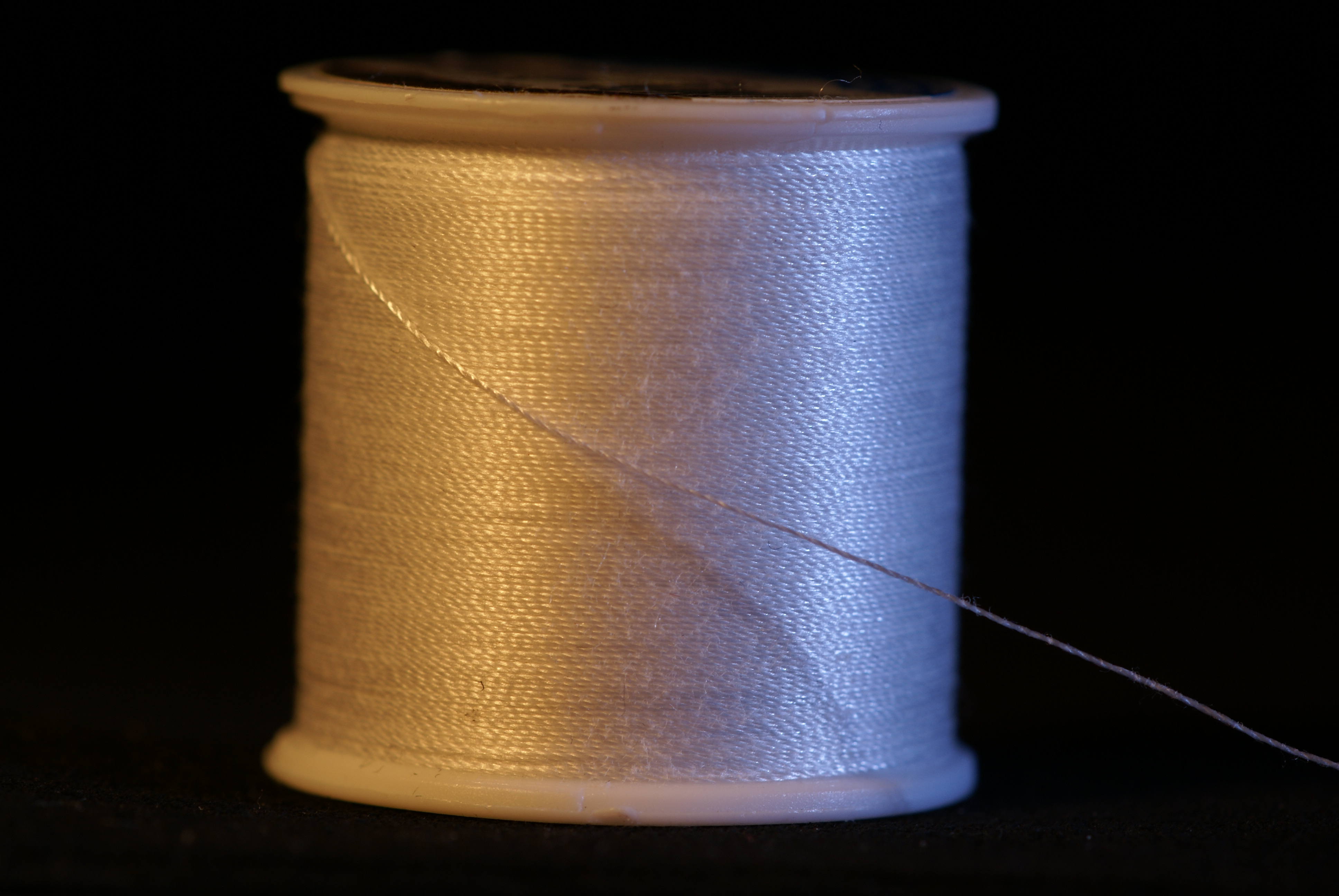
Šicí nit z polyesterového jádra obeskaného (z 37 %) přízí z mercerované bavlny

Technologické podmínky jsou podobné jako u tkanin. Příze se nejčastěji dodává ve formě přaden, která se k mercerování navlékají na nosiče a vypraná a vysušená příze se pak zpravidla přesoukává na konické cívky. Výrobci strojů udávají možnou produkci stroje 130 kg/h a spotřebu louhu 380 g na kg příze.
Mercerování příze se také dá provádět na kontinuálních linkách. Těm se předkládají vály s cca 1000 nitěmi, které probíhají vedle sebe mercerační linkou a navíjí se jednotlivě na cívky nebo na společný vál. Objem výroby zde dosahuje cca 80 kg/h.
Mercerované příze jsou žádané především na šicí nitě a skané příze na ruční pletení a háčkování.